# Kamikawa-jinja
Kamikawa-jinja (上川神社) är en shinto-helgedom i Asahikawa, Hokkaido. Dess shakaku-rang var kensha (prefekturshelgedom).
På området ligger även helgedomen Asahikawa-tenmangū (旭川天満宮).